# Agubedia
Agubedia (en georgiano: აგუბედია; en abjasio: Агәы-Бедиа) es un pueblo que pertenece a la parcialmente reconocida República de Abjasia, dentro del distrito de Tkvarcheli, aunque de iure es parte del municipio de Ochamchire de la República Autónoma de Abjasia de Georgia.

## Geografía
Agubedia está a 6 km al sur de Tkvarcheli. Limita con Tkvarcheli y Pirveli Bedia en el norte; en el oeste, parte del distrito de Ochamchire, tiene frontera con Pokveshi y Reka; y los pueblos de Chjortoli, Bedia y Tsarche en el sur. Las aldeas de Adzjida, Ajetsara, Meore Kopiti, Mishveli, Naryjeu, Ojoya, Patrajutsa y Pirveli Kopiti están bajo la administración del pueblo. 
Al este del pueblo hay terrenos montañosos y boscosos de difícil acceso donde está la montaña de Lashkendar (1.373 m), uno de los siete santuarios del pueblo abjasio.

## Historia
Agubedia y Bedia son uno de los pueblos más antiguos de toda Abjasia, teniendo una gran importancia cultural y política en toda Transcaucasia Occidental durante la Edad Media. Durante la época del reino de Abjasia, Bedia era el centro administrativo de un eristavi (ducado) que se extendía en los actuales distritos de Ochamchire y Tkvarcheli. Bedia en ese momento era la sede de un metropolitano, quien administraba una eparquía entre ríos Aaldzga y Inguri. Los monumentos más importantes de este período se encuentran actualmente en Agubedia e incluyen, por ejemplo, la catedral de Bedia de finales del siglo X y las ruinas de su palacio. En el siglo XIX, el territorio de Bedia estaba en el borde de la histórica región de Samurzakan dentro de Abjasia, perdiendo la importancia que tuvo en el pasado.
El pueblo de Bedia se dividió en tres selsovets en 1925: Agubedia, Pirveli Bedia y Meore Bedia. Después del establecimiento de la Unión Soviética, los bolcheviques abjasios comenzaron a exigir que, como parte de la reforma administrativa de la ASSR abjasia de la década de 1930, que reemplazó a los antiguos distritos rusos, los límites entre los distritos de Ochamchire y Gali se establecieran sobre una base etnolingüística. Como la gran parte de la población era abjasia, tanto Agubedia como Pirveli Bedia se integraron en el distrito de Ochamchire como parte de la RASS de Abjasia (a diferencia de Meore Bedia, que ya por entonces tenía mayoría de hablantes de mingreliano).
Durante la guerra de Abjasia en 1992-1993, la aldea fue gobernada por guerrilleros abjasios y, después de los combates, la población siguió bajo el dominio de Abjasia. En 1994 fue asignado a un distrito de nueva creación el de Tkvarcheli.

## Demografía
La evolución demográfica de Agubedia entre 1959 y 2011 fue la siguiente:
| 2517                                                | 1864 | 787 |
| (Fuente: Population of Abkhazia since Soviet times) |      |     |

La población ha disminuido tras la guerra de Abjasia pero su composición no ha variado, siendo mayoritarios los abjasios étnicos. Agubedia es el único pueblo étnicamente completamente abjasio de la antigua Samurzakan dentro de la región de Tkvarcheli, aunque se caracteriza por el bilingüismo abjasio-mingreliano.
|              | 2011      | 2011       |
| Grupo étnico | Población | Porcentaje |
| ------------ | --------- | ---------- |
| Georgianos   | 184       | 23,4%      |
| Abjasios     | 596       | 75,7%      |
| Rusos        | 8         | 0,8%       |
| Ucranianos   | 1         | 0,1%       |
| Total        | 787       | 100%       |

## Infraestructura

### Arquitectura y monumentos
El pueblo conserva una de las iglesias más importantes de origen georgiano de todo Abjasia, la catedral de Bedia, construida en tiempos del reinado de Bagrat III de Georgia (siglo X). Se le ha otorgado el estatus de monumento del patrimonio cultural de Georgia.

## Personas ilustres
- Efem Eshba (1874-1959): político y revolucionario bolchevique de Abjasia, uno de los principales partidarios de que Abjasia no estuviera dentro de la Georgia socialista en tiempos en la URSS.
- Sokrat Jinjolia (1937): segundo Primer Ministro de Abjasia y segundo Ministro de Relaciones Exteriores de la de facto República de Abjasia (1993-1994).